# Харловское
Харловское — село в Ирбитском муниципальном образовании Свердловской области России.

## Географическое положение
Село находится в 26 километрах на юг от города Ирбита (по автомобильной дороге 31 километр), на левом берегу реки Кирги (правого притока реки Ницы), в 200 верстах от Екатеринбурга. Местность, занимаемая селом, болотистая, неблагоприятная для здоровья. Почва преимущественно чернозёмная, отчасти суглинок.

## История села
В 1670 году три брата финского племени Харлик, Кочура и Черта, уклоняясь от платежа ясака, пришли на Урал и основали поселение. От имени первого брата произошло само название села, а от имени второго — фамилия Кочуриных, как самая распространённая среди местного населения, имя третьего брата сохранилось в названии места Чертата, изменённое народом в Чертята. У Харлика была дочь, обращённая в христианство миссионером села Киргинского отцом Авраамием и названная Анастасией. Одновременно с тремя братьями, недалеко от места, занятого ими, поселился беглый крепостник по прозвищу Сосна; он положил основание деревне Сосновке.
В начале XX века главным занятием сельчан было земледелие, на Ирбитской ярмарке также неизменным спросом пользовались верёвки и канаты, производимые из местной конопли.

## Школа
В 1900 году в селе уже существовало земское начальное народное училище, была открыта женская церковно-приходская школа.

## Население
| 2002 | 2010 | 2021 |
| ---- | ---- | ---- |
| 602  | ↘517 | ↘473 |

## Свято-Троицкий храм
Первая церковь в селе Харловском была деревянной, освящена в честь Святой Троицы. Взамен этой церкви в 1808 году был заложен каменный двухэтажный храм. Храм нижнего этажа в память Покрова Божией Матери был освящён 27 ноября 1813 году, храм верхнего этажа во имя Святой Троицы был освящён 4 августа 1835 году. В начале XX века для помещения причта имелся полукаменный в два этажа церковный дом с деревянным флигелем и два деревянных общественных дома. Церковь была закрыта в 1930 году.В советское время здание было приспособлено под зернохранилище, потом в клуб. В настоящий момент храм восстанавливается, в нём ведутся службы.